# Гнатовка (Константиновский район)
Гнатовка (укр. Гнатівка) — село в Иллиновской сельской общине Краматорского района Донецкой области Украины.

## Общие сведения
Население по переписи 2001 года составляло 67 человек. Почтовый индекс — 85183. Телефонный код — 6272.